# マツダ・勢
マツダ・勢（Mazda MINAGI）は、マツダのコンセプトカー。
CX-5のベース車両。

## 概要
勢は2011年3月のジュネーブモーターショーで発表された都市型コンパクトクロスオーバーSUVで、新世代技術SKYACTIVと新デザインテーマ「魂動（KODO）- Soul of Motion」を具現化したコンセプトカーとなる。このモデルからシグネチャーウィングがフロントに配置されている。同年4月には市販モデルの車名がCX-5となることが発表され、9月にはフランクフルトモーターショーにて市販モデルが世界初公開された。

## 沿革
- 2011年
  - 3月 - ジュネーブ・モーターショーにて「魂動 ～Soul of Motion～」をテーマとするコンセプトカー「勢 (MINAGI/ミナギ) 」を発表[5]。
  - 4月 - 「勢」をベースとする市販化モデルの名称を「CX-5」に決定[6]。
  - 9月 - フランクフルト・モーターショーにて市販化モデルを世界初公開[7]。
- 12月 - 東京モーターショーに出品。

## 参照
1. ↑  マツダ、ジュネーブモーターショーにコンセプトカー『マツダ 勢（MINAGI）』を出品 - 2011年1月19日
2. ↑  . MotorFan. (2021年1月5日). https://car.motor-fan.jp/article/10017835
3. ↑  “「マツダ 勢（MINAGI）」の量産モデル、「CX-5」と命名”. (2011年4月19日)
4. ↑  “マツダ、新型SUV「CX-5」を世界初公開【フランクフルトショー2011】”. (2011年8月2日)
5. ↑  “マツダ、ジュネーブモーターショーにコンセプトカー『勢 (MINAGI) 』を出品”. マツダ ニュースリリース. (2011年1月19日)
6. ↑  “マツダ、新型クロスオーバーSUVの車名「マツダ CX-5」を公表”. マツダ ニュースリリース. (2011年4月18日)
7. ↑  “マツダ、新型クロスオーバーSUV「マツダ CX-5」をフランクフルトモーターショーで世界初公開”. マツダ ニュースリリース. (2011年8月2日)